# Jenaro Pérez Villaamil
Pour les articles homonymes, voir Villaamil.
Jenaro Pérez de Villaamil y d'Huguet ou Genaro Pérez de Villaamil, né le 3 février 1807 à Ferrol et mort le 5 juin 1854 à Madrid, est un peintre, aquarelliste et lithographe espagnol.

## Biographie
Jenaro Pérez Villaamil naît le 3 février 1807 à Ferrol. Il est le fils d'un professeur de dessin topographique au collège militaire de Saint-Jacques-de-Compostelle.
Il fréquente le Colegio Militar de Santiago, en Galice, puis commence des études littéraires à Madrid. Après une période comme officier de l'armée, il se lance dans une carrière d'artiste lors d'un séjour à Cadix, où il avait été fait prisonnier de guerre en 1823,. Il suit des cours à l'Académie de Cadiz et atteint rapidement une certaine renommée dans la ville. 
En 1836 et à la suite de divers concours, il est élu membre de l'Académie de San Fernando. 
En 1840, Genaro Pérez Villaamil est peintre de cour. Il est le frère de Juan Pérez Villaamil et le beau-frère d'Eugenio Lucas Padilla, qui imite son travail.
En 1845 il est nommé directeur de l'Académie de San Fernando. 
Il meurt le 5 juin 1854 à Madrid et est enterré au cimetière de Saint-Just.

## Œuvres

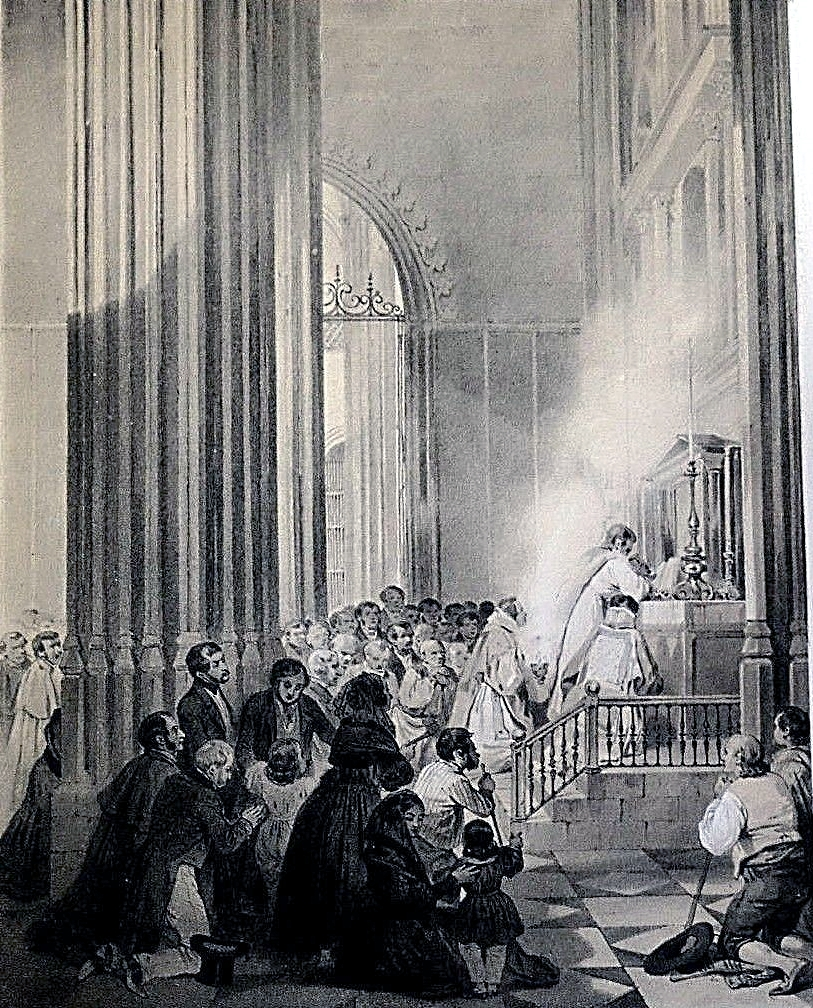
Jenaro Pérez Villaamil. Illustration parue dans España artística y monumental, 1842-1844.

L'abondante production de cet artiste embrasse tous les genres : histoire, paysages, vue de monuments, natures mortes.
Ses plus remarquables tableaux sont : le Château de Gaucin (1864), acquis pour le musée national, la Vue intérieure de la cathédrale de Tolède; une Procession au sanctuaire de Cavadonga, la Vue de la Giralda; la Bataille de Arlaban (deux épisodes); la Vue d'Alcalà la Real; un Marché arabe, Souvenirs de grenade; le Cloître de Saint-Jean des rois à Tolède, divers vues de Valence, etc..
Il réside souvent à Paris où il expose un grand nombre de ses peintures et où il poursuit l'exécution des planches lithographiques, faites sur ses dessins, pour le grand ouvrage formant 3 vol. in-fol, intitulé Espana artistica y monumental, vistas y descripcion de los sitios y monumentos mas notables de Espana, publié en 1842.

## Distinctions
- Espagne
  - Chevalier de l'Ordre de Charles III d'Espagne[7]
  - Ordre d'Isabelle la Catholique : chevalier en 1838, puis commandeur en 1840[8]
- France
  - Chevalier de l'Ordre national de la Légion d'honneur en 1844
- Belgique
  - Chevalier de l'Ordre de Léopold, 1845[9]